# Вирятино
Виря́тино — село в Сосновском районе Тамбовской области Российской Федерации. Входит в состав Сосновского поссовета. Малая родина Героя Соцтруда В. В. Кузовова

## География
Расположено в пределах Окско-Донской равнины. У села находится устье реки Пишляйка, в 17,1 км по правому берегу реки Челновая. От Вирятино до районного центра пгт. Сосновка — 10 км.
Климат
Находится, как и весь район, в умеренном климатическом поясе, и входит в состав континентальной климатической области Восточно-Европейской равнины. В среднем в год выпадает от 350 до 450 мм осадков. Весной, летом и осенью преобладают западные и южные ветра, зимой — северные и северо-восточные. Средняя скорость ветра 4-5 м/с.

## История
Полагается, что село возникло в первой половине XVII века. Впервые Вирятино упоминается в дарственной записи монастыря Мамонтова Пустошь 1643 г. В записи упоминается, что крестьянин из села Вирятино передаёт в дар монастырю свои земли по реке Челновой.
В 1678 году село было описано князем Василием Васильевичем Кропоткиным. Примерно в то же время Вирятино посетили служители епархии, которые в своей окладной книге записали, что в селе было «86 дворов крестьянских, 20 дворов солдатских, 16 дворов бобыльских, 12 дворов вдовьих. И всего 134 двора»
В 1796 году Екатерина II пожаловала местных крестьян села помещику Фёдору Андреевичу Давыдову. С этого времени в селе жили две группы населения, различные по своему социальному положению: однодворцы (позже государственные крестьяне) и крепостные крестьяне (помещичьи крестьяне).
В 1846 году на средства Давыдовых в селе была построена каменная, с деревянными потолками, Архангельская церковь. В 1874 году на средства г. Дипнер и прихожан была пристроена колокольня. В то время в Вирятино было две школы: церковно-приходская и земская. Имелась церковная библиотека в 100 томов.
В 1930 г. в Вирятино была организована сельскохозяйственная артель (колхоз) «Путь Ленина». В него объединились 460 крестьянских дворов (из имевшихся в селе 492). Первым представителем колхоза был выбран С. С. Калмыков. В 1931 г. колхоз обладал земельным массивом в 4261 гектар, был одним из крупнейших колхозов в Тамбовской области.
Согласно Закону Тамбовской области от 17 сентября 2004 года № 232-З село возглавило образованное муниципальное образование Вирятинский сельсовет.
После упразднения сельсовета, согласно Закону Тамбовской области от 03 декабря 2009 года N 587-З «О преобразовании некоторых муниципальных образований Тамбовской области» Вирятино вошло в состав Сосновского поселкового совета.

## Население
| 2010 |
| ---- |
| 514  |

По сведениям ревизской переписи 1857 года в Вирятино числилось 116 государственных крестьян и 1407 крестьян крепостных.
В списках населённых мест Тамбовской губернии по сведениям 1862 года в селе числилось 127 дворов с населением в 1621 человек (811 — мужчин и 810 — женщин). Имелась церковь и одна мельница. К 1880 году в Вирятино числилось 222 двора с населением в 1710 человек.

## Известные уроженцы
- Кузовов, Василий Владимирович (р. 1909) — Герой Социалистического Труда, фронтовик.

## Инфраструктура
Личное подсобное и коллективное хозяйство.
В 1946 г. колхоз «Путь Ленина» создал небольшое кирпичное производство, от которого получал ежегодно до 350 тыс. кирпичей.
В 1947 г. в строй вступила построенная вирятинским колхозом первая гидроэлектростанция на реке Челновой, мощностью в 50 кВт.

## Галерея

Мемориал Великой Отечественной войне. Памятник солдату освободителю
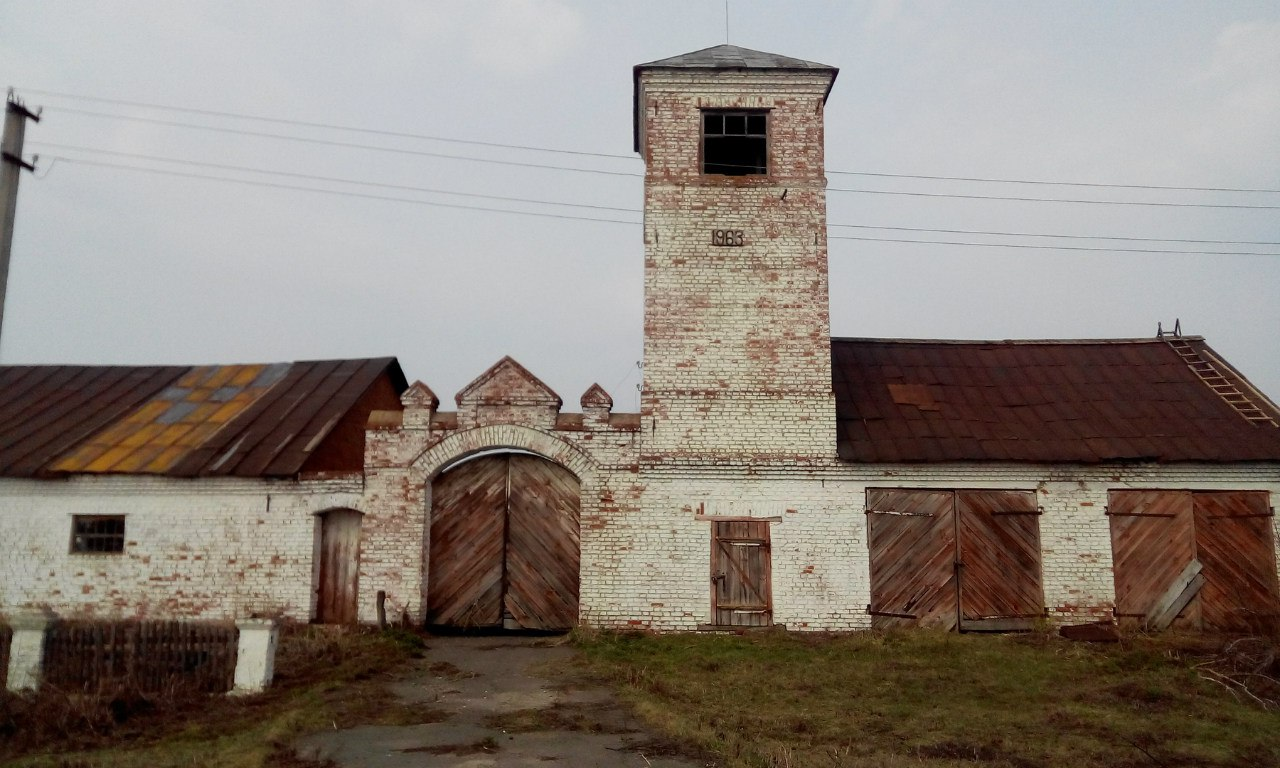
Бывшая пожарная часть в селе Вирятино, 1963